# Чмирева могила
Чмирева Могила — курган скіфського часу на північ від села Великої Білозерки Запорізької області. Курган датується IV століттям до Р.Х.. 
Досліджувався Ф.Брауном (1898), М.Веселовським (1909-1910), Ю.Болтриком (1994).
Скіфський насип заввишки близько 10 метрів і діаметром до 70-75 метрів споруджено над курганом доби бронзи. Обсяг насипу кургану становив від 11 до 13 тис. метрів кубічних, через що класифікується як могила родичів царя.

## Історія дослідження
Розкопками Ф.Брауна виявлено два великих поховання завглибшки 12,4 та 9,6 м і кінську могилу. Поховання пограбовані у давнину, знайдено уламки меча та списа, вістря стріл, золоті бляшки.
На початку століття Веселовський поновив дослідження кургану. Він удруге відкрив катакомби, у західній частині йому вдалося знайти схованку з 10 срібними посудинами, яку не помітив попередник.
Серед посуду були знайдені фіали, кубки, кілік, чаші, більшість з яких пишно орнаментовані. На одній — зображення нереїди на морському коні.
У кінській могилі знайдено кістяки 10 коней у багатому оздобленні, які були поховані живими. Вуздечки прикрашені золотими та срібними речами. Серед них бляхи із зображенням голови Геракла, Медузи, масивні головки пантери, орла та інші. У третій частині насипу виявлено поховання молодого служника та залишки тризни.
Проте остаточне дослідження могили провадилося у 1994 експедицією Інституту Археології НАН України, під керівництвом Юрія Болтрика.  
Частина знахідок, яка збереглася до нашого часу, дає можливість датувати комплекс 345—325 до н.е.